# Marko Ivović

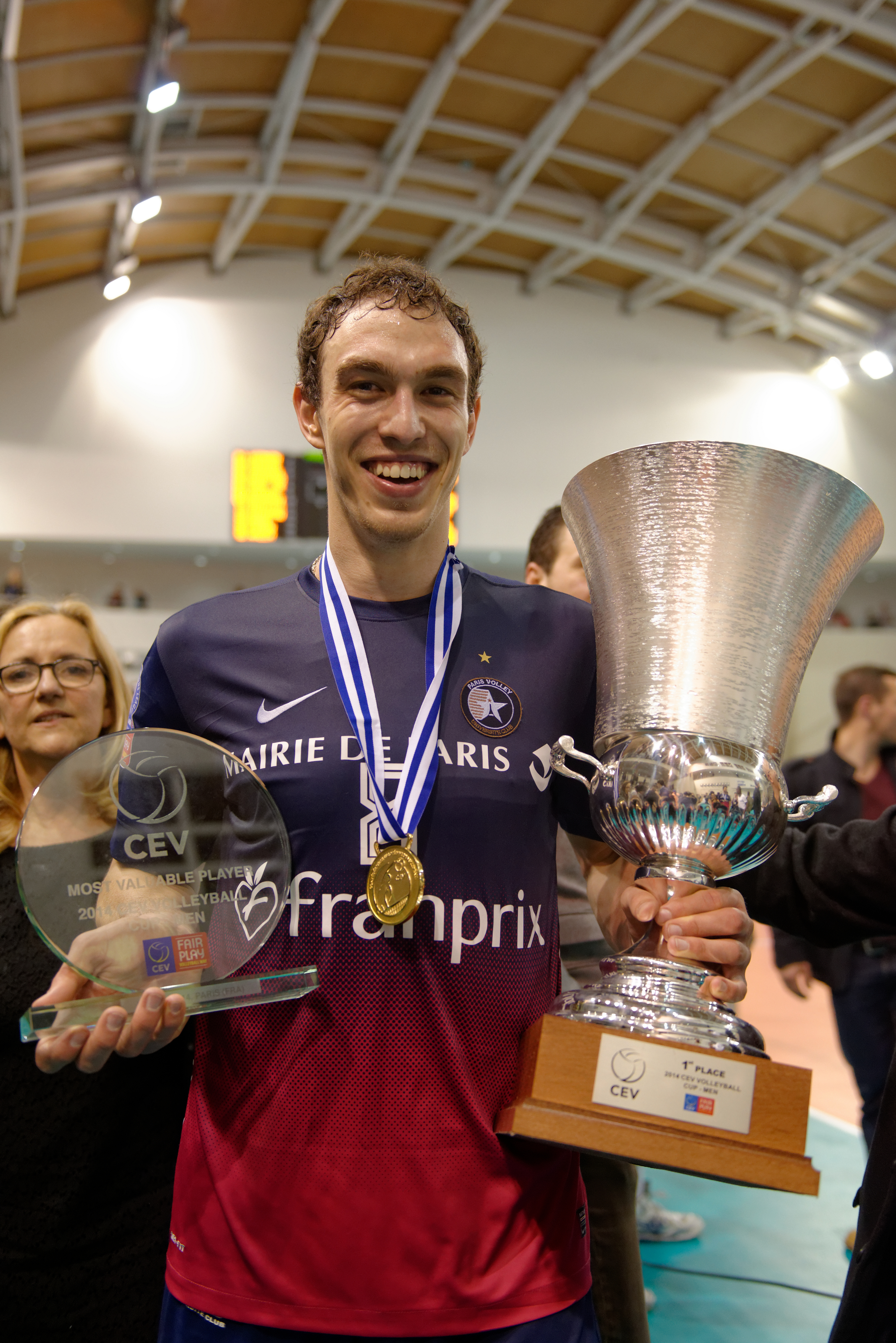
Marko Ivović zwycięzcą oraz MVP meczu finałowego Pucharu CEV 2013/2014 w barwach Paris Volley

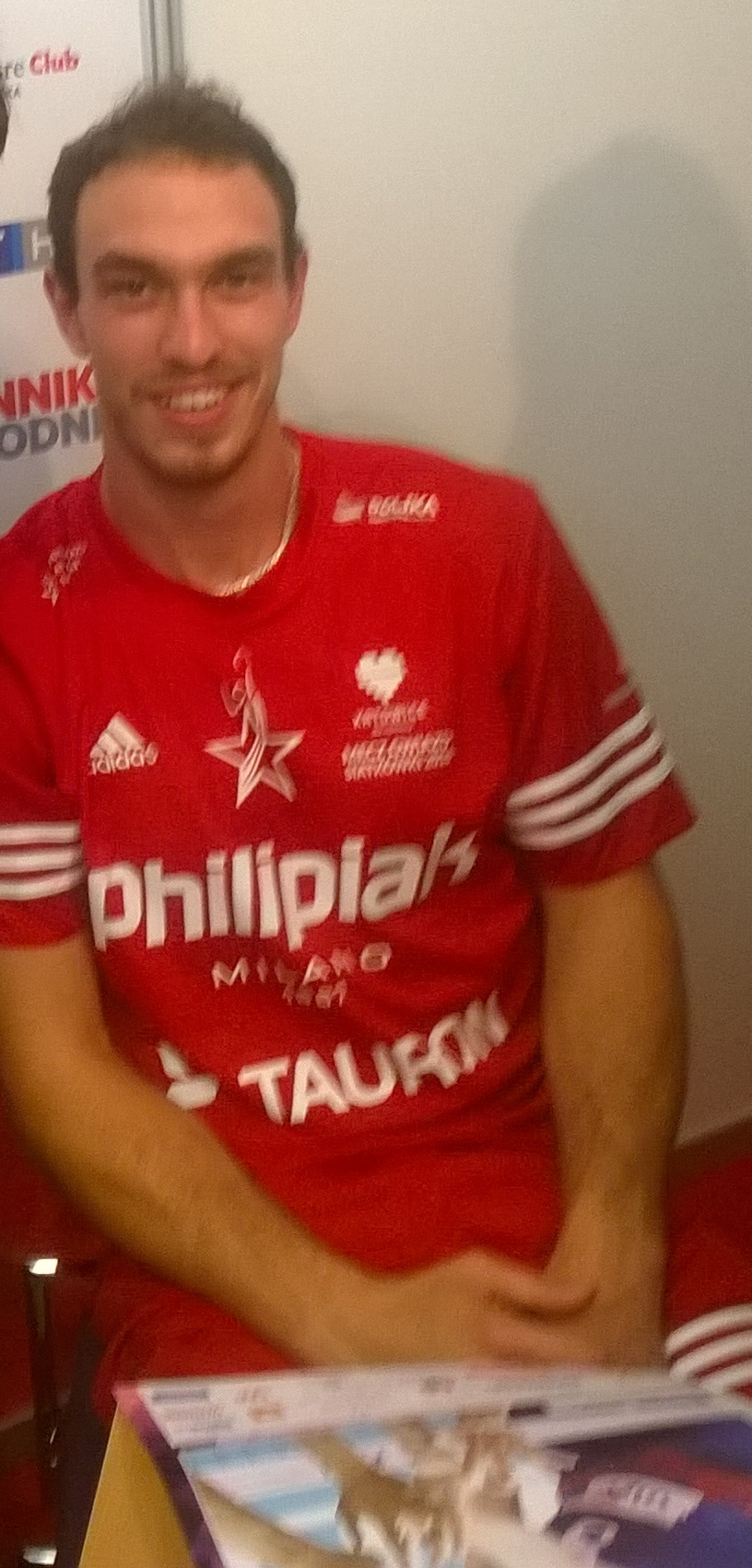
Marko Ivović na spotkaniu z kibicami przed Meczem Gwiazd - Pożegnanie Pawła Zagumnego w katowickim Spodku, 11 września 2016

Marko Ivović; serbs. Марко Ивовић; (ur. 22 grudnia 1990 w Belgradzie) – serbski siatkarz, grający na pozycji przyjmującego, reprezentant kraju. W reprezentacji Serbii rozegrał 41 meczów. 

## Kariera klubowa
| Lata      | Klub                   |
| 2009–2012 | OK Vojvodina Nowy Sad  |
| 2012–2013 | Maliye Piyango SK      |
| 2013–2014 | Paris Volley           |
| 2014–2015 | Asseco Resovia Rzeszów |
| 2015–2016 | Biełogorje Biełgorod   |
| 2016–2017 | Asseco Resovia Rzeszów |
| 2017–2018 | Funvic/Taubate         |
| 2018–2021 | Lokomotiw Nowosybirsk  |
| 2021–2024 | Dinamo-LO              |
| 2024–2025 | Lokomotiw Nowosybirsk  |
| 2025–     | Spor Toto              |

## Sukcesy klubowe
Puchar Serbii:
- 2010, 2012

Liga serbska:
- 2011, 2012

Superpuchar Francji:
- 2013

Puchar CEV:
- 2014

Liga francuska:
- 2014

Liga Mistrzów:
- 2015

Liga polska:
- 2015

Liga rosyjska:
- 2020
- 2016, 2021

## Sukcesy reprezentacyjne
Liga Światowa:
- 2016
- 2015
- 2010

Mistrzostwa Europy:
- 2019
- 2013

## Sukcesy indywidualne
- 2014: MVP turnieju finałowego Pucharu CEV
- 2014: MVP i najlepszy przyjmujący w finale Mistrzostw Francji
- 2016: MVP i najlepszy przyjmujący Ligi Światowej
- 2016: Najlepszy siatkarz w Serbii